# Luminous Arc
Luminous Arc é um jogo para Nintendo DS lançado primeiramente no Japão na data de 8 de fevereiro de 2007 pela Marvelous Interactive e nos EUA em 14 de fevereiro pela Atlus.O jogo é baseado em turnos e lembra muito Final Fantasy Tactics.

## Recepção
| GameBrink      | 84 de 100 | →     |
| HonestGamers   | 80 de 100 | →     |
| Game Informer  | 60 de 100 | →     |
| GamePro        | 6 de 10   | →     |
| Nintendo Power | 8 de 10   | print |
| Metacritic*    | 70 de 100 | →     |
| X-Play         | 2 de 5    | →     |
| Notas:         |           |       |

Luminous Arc foi recebido com críticas mistas. HonestGamers deu ao jogo um 8/10, dizendo: "Eu percebi que era exatamente porque Luminous Arc se recusou a se tomar a sério que foi muito divertido." 
However, 1UP.com avaliaram o jogo como "médio", dando-lhe um C. Os editores chamaram de clone do Final Fantasy Tactics Advance por causa de sua jogabilidade semelhante e sensação geral. Apesar de não ser impressionado com as capacidades do DS touch screen usados no jogo, o editor escreveu que "a maior atração do jogo, em teoria, é o wireless multiplayer, seja localmente ou online". GamePro's 6/10 review observou: "É um jogo bastante decente, mas não é a experiência de uma grande estratégia de RPG que todos nós temos estado à espera."